# Кусюча черепаха Ірвіна
Кусюча черепаха Ірвіна (Elseya irwini) — вид черепах з роду Австралійські кусючі черепахи родини Змієшиї черепахи. Отримала назву на честь австралійського натураліста Стівена Ірвіна.

## Опис
Загальна довжина карапаксу досягає 32 см, вага 6 кг. Голова помірного розміру. Шия доволі довга. Карапакс подовжений. Лапи наділені плавальними перетинками.
Голова жовтувато-білого кольору. Ніс, очі й рот рожевого кольору. Карапакс має оливкове забарвлення. Шкіра темно-оливкова або коричнева.

## Спосіб життя
Практично усе життя проводить у воді. Полюбляє річки. Харчується здебільшого маленькими хробаками та рослинною їжею.
Самиця відкладає до 12 яєць.

## Розповсюдження
Мешкає у річці Бердекін та її притоках у східній частині Квінсленда (Австралія). Загальна чисельність цих черепах близько 5 тисяч особин.